# Kingòrids
Els kingòrids (Kingoriidae) són una família extinta de sinàpsids dicinodonts que visqueren al supercontinent de Gondwana entre el Permià superior i el Triàsic. Se n'han trobat restes fòssils a l'Índia, Malawi, Moçambic, Sud-àfrica, Tanzània i Zàmbia. El nom de la família es basa en Kingoria, un sinònim més modern de Dicynodontoides. Entre les autapomorfies que caracteritzen aquest grup hi ha el pendent ventrolateral que formen els postorbitaris, encavalcant-se parcialment amb els parietals per formar una cresta baixa a la línia mediana del crani, i la finestra mandibular força reduïda.